# Paola Rota
Paola Rota (1968) è una conduttrice televisiva e attrice italiana.

## Biografia
Inizia la carriera nel mondo della TV come annunciatrice della syndication televisiva Odeon TV, nel 1988. Successivamente diviene uno dei volti più noti di Videomusic, dove conduceva, tra gli altri, il programma Zona mito (un contenitore di videoclip di successo degli anni precedenti). Nel 1996 con l'acquisto dell'emittente da parte di Vittorio Cecchi Gori e la sua trasformazione in TMC2 viene confermata alla conduzione di Zona mito per la stagione 1996/1997, con il cambio di nome in I miti di Paola. Successivamente la Rota passa a TMC, dove lavora sia come annunciatrice che come conduttrice di diversi programmi non musicali, tra cui nel 2000 insieme a Salvatore Marino, Voglia di Mare, docu-fiction in 12 puntate in cui i due viaggiano su una barca a vela nel Mar Mediterraneo (un'impostazione simile a Velisti per caso).
Sul circuito di Odeon TV conduce il TG Rosa, con Federica Torti ed Elisa Lepore. Sempre per Odeon conduce Off Music con Franco Oppini e il programma di automobilismo Rondò.
Nel 2002 e nel 2003 lavora per Rete 4, dove è inviata del programma Melaverde  e conduce gli speciali pomeridiani "Melaverde: l'uva, la vite, il vino" e ''Melaverde: la montagna'', e lo speciale in sei puntate "Melaverde 3 T: Terra Territorio Tradizioni''.
Dal 2003 è una delle conduttrici di vari programmi dell'emittente satellitare Mediolanum Channel (tra cui quelli legati al Giro d'Italia 2003). Sempre sul satellite conduce il programma sportivo RR races report su Moto TV, emittente della piattaforma Sky Italia.
Oltre alle conduzioni televisive negli anni Paola Rota è stata testimonial di diverse campagne pubblicitarie, sia televisive che sulla carta stampata.

## Filmografia
- Occhio di falco – serie TV (1995)
- Vivere - ruolo: Carla Antinori (2003)